# Mesobuthus bogdoensis
Espèce
Synonymes
- Buthus eupeus bogdoensis Birula, 1896
- Buthus eupeus volgensis Birula, 1925

Mesobuthus bogdoensis est une espèce de scorpions de la famille des Buthidae.

## Distribution
Cette espèce se rencontre au Kazakhstan dans les oblys du Kazakhstan-Occidental et d'Atyraou et en Russie dans les oblasts d'Astrakhan, de Volgograd et de Saratov,.

## Description
Le mâle décrit par Kovařík, Fet, Gantenbein, Graham, Yağmur, Šťáhlavský, Poverenni et Nouvruzov en 2022 mesure 37,91 mm et la femelle 45,53 mm.
Les mâles mesurent de 32,2 à 42,0 mm et les femelles de 31,0 à 45,5 mm.

## Systématique et taxinomie
Cette espèce a été décrite sous le protonyme Buthus eupeus bogdoensis par Birula en 1896. Elle suit son espèce dans le genre Mesobuthus en 1950. Elle est élevée au rang d'espèce par Kovařík en 2019.
Buthus eupeus volgensis a été placée en synonymie par Kovařík, Fet, Gantenbein, Graham, Yağmur, Šťáhlavský, Poverenni et Nouvruzov en 2022.

## Étymologie
Son nom d'espèce, composé de bogdo et du suffixe latin -ensis, « qui vit dans, qui habite », lui a été donné en référence au lieu de sa découverte, Maloe Bogdo.

## Publication originale
- Birula, 1896 : « Miscellanea scorpiologica. I. Zur Synonymie der russischen Skorpione. » Annuaire du Musée Zoologique de l´Académie Impériale des Sciences de St.-Pétersbourg, vol. 1, p. 229–245 (texte intégral).